# Caricom Development Fund
Het Caricom Development Fund (CDF) is een fonds van de Caricom. Het hoofdkwartier staat in Bridgetown, Barbados.
Het fonds werd in juli 2008 in het leven geroepen en kende toen een startbedrag van 67 miljoen USD. Tijdens de lancering, in augustus 2009, was de som gestegen naar 77 miljoen USD.
Het fonds is voortgekomen uit artikel 158 van het Verdrag van Chaguaramas en heeft tot doel financiële en technische hulp te bieden aan achtergestelde landen en sectoren. Het maakt deel uit van de vestiging van de Caricom Interne Markt en Economie (CSME).

## Lidstaten
Suriname trad rond 2012 toe tot het fonds. De volgende landen nemen deel aan het fonds:
- Antigua en Barbuda
- Barbados
- Belize
- Dominica
- Grenada
- Guyana
- Jamaica
- Saint Lucia
- Saint Kitts en Nevis
- Saint Vincent en de Grenadines
- Suriname
- Trinidad en Tobago